# サウンドレコーディング技術認定試験
サウンドレコーディング技術認定試験（サウンドレコーディングぎじゅつにんていしけん）はレコーディング・エンジニアとしての技術を認定する試験で、一般社団法人日本音楽スタジオ協会（JAPRS）により実施される。

## 概要
レコーディング・エンジニアの能力評価を行う試験で、先進の録音機器を操作する技術的能力に加え、円滑にレコーディングを行うための様々な能力も評価される。
試験は合否を判定するものではなく、試験の成績結果により能力レベルをA～Eのランクで判定され、受験者には、一般社団法人日本音楽スタジオ協会より「認定証」および「成績証明書」が交付される。

## 受験資格
高校卒業以上、または同等の学力を有すると認められる者

## 試験内容

### 問題形式
四者択一マークシート方式（90分）

### 試験範囲
- 1.音響の理論
- 2.電気音響とスタジオシステム
- 3.レコーディング技術と先進技術
- 4.音楽・音楽著作権・音楽録音の流れ・録音の歴史

### 審査基準
1000点満点で、取得点数によりA～Eのランクが認定される。
- A：1000～901点
- B： 900～701点
- C： 700～451点
- D： 450～201点
- E： 200点以下